# NGC 420
NGC 420 är en linsformad galax i stjärnbilden Fiskarna. Den upptäcktes den 12 september 1784 av William Herschel. 